# Rosselange
Rosselange est une commune française située dans le département de la Moselle, en région Grand Est (dans l'ancienne région Lorraine).

## Géographie
Rosselange se trouve dans la vallée de l'Orne, en Moselle.

### Communes limitrophes
| Ranguevaux      |            | Vitry-sur-Orne |
|                 | Rosselange | Clouange       |
| Moyeuvre-Grande | Rombas     |                |

### Hameaux
- Jamailles : comprend une « cité ouvrière », l’ancienne gare de Rosselange et quelques bâtiments industriels.

### Hydrographie

#### Réseau hydrographique
La commune est située dans le bassin versant du Rhin au sein du bassin Rhin-Meuse. Elle est drainée par l'Orne.
L'Orne, d'une longueur totale de 85,7 km, prend sa source dans la commune de Ornes et se jette  dans la Moselle à Richemont, après avoir traversé 37 communes.

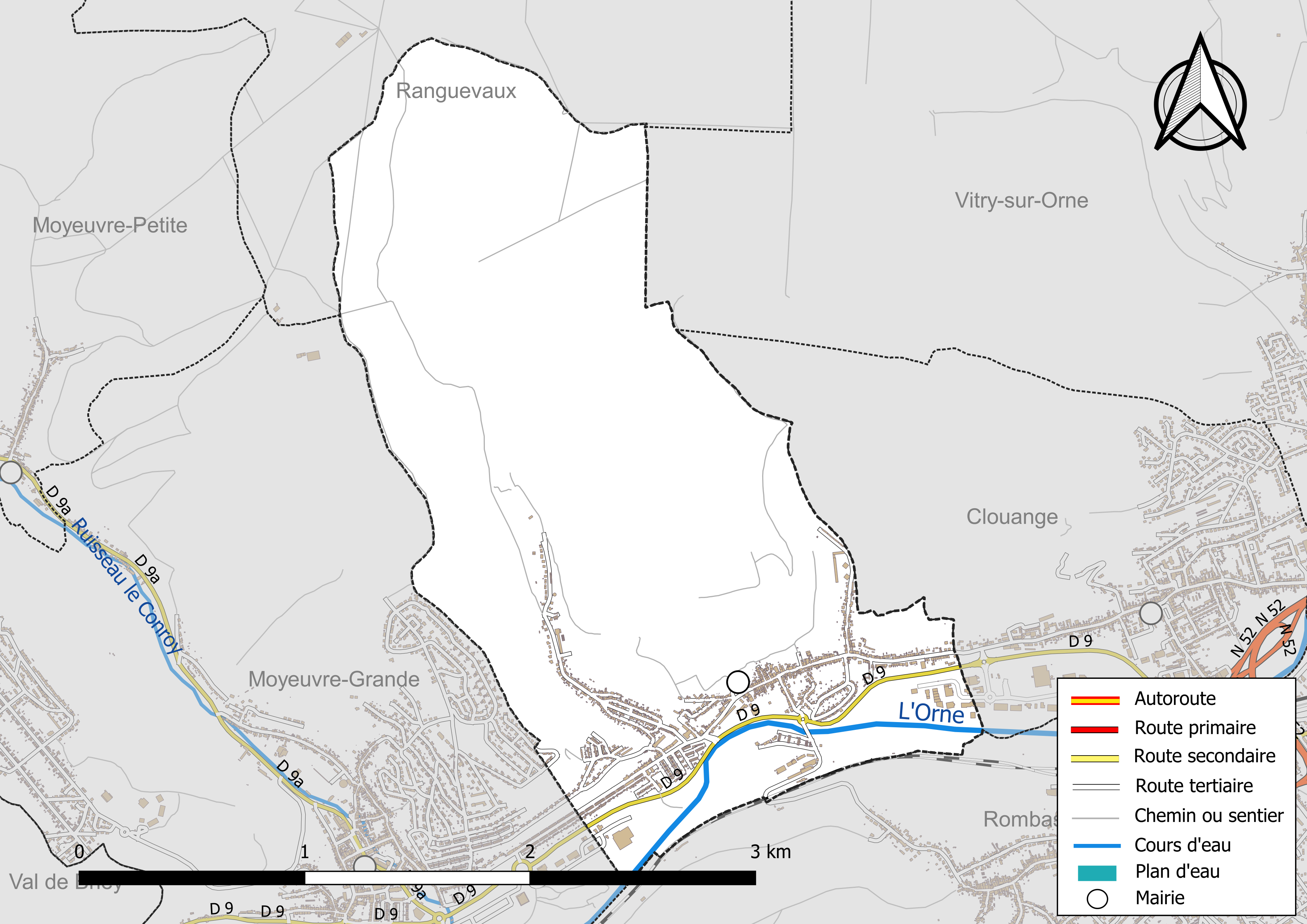
Réseaux hydrographique et routier de Rosselange.

#### Gestion et qualité des eaux
Le territoire communal est couvert par le schéma d'aménagement et de gestion des eaux (SAGE) « Bassin ferrifère ». Ce document de planification, dont le territoire correspond aux anciennes galeries des mines de fer, des aquifères et des bassins versants associés, d'une superficie de 2 418 km2, a été approuvé le 27 mars 2015. La structure porteuse de l'élaboration et de la mise en œuvre est la région Grand Est. Il définit sur son territoire les objectifs généraux d’utilisation, de mise en valeur et de protection quantitative et qualitative des ressources en eau superficielle et souterraine, en respect des objectifs de qualité définis dans le SDAGE  du Bassin Rhin-Meuse.
La qualité de l'Orne peut être consultée sur un site dédié géré par les agences de l’eau et l’Agence française pour la biodiversité.

### Climat
Pour des articles plus généraux, voir Climat du Grand Est et Climat de la Moselle.
En 2010, le climat de la commune est de type climat des marges montargnardes, selon une étude du Centre national de la recherche scientifique s'appuyant sur une série de données couvrant la période 1971-2000. En 2020, Météo-France publie une typologie des climats de la France métropolitaine dans laquelle la commune est exposée à un climat semi-continental et est dans la région climatique  Lorraine, plateau de Langres, Morvan, caractérisée par un hiver rude (1,5 °C), des vents modérés et des brouillards fréquents en automne et hiver.
Pour la période 1971-2000, la température annuelle moyenne est de 9,5 °C, avec une amplitude thermique annuelle de 16,3 °C. Le cumul annuel moyen de précipitations est de 761 mm, avec 12,3 jours de précipitations en janvier et 9,5 jours en juillet. Pour la période 1991-2020, la température moyenne annuelle observée sur la station météorologique de Météo-France la plus proche, « Malancourt », sur la commune d'Amnéville à 5 km à vol d'oiseau, est de 10,2 °C et le cumul annuel moyen de précipitations est de 884,1 mm. 
La température maximale relevée sur cette station est de 39,3 °C, atteinte le 25 juillet 2019 ; la température minimale est de −17,9 °C, atteinte le 5 janvier 1985,,.
Les paramètres climatiques de la commune ont été estimés pour le milieu du siècle (2041-2070) selon différents scénarios d'émission de gaz à effet de serre à partir des nouvelles projections climatiques de référence DRIAS-2020. Ils sont consultables sur un site dédié publié par Météo-France en novembre 2022.

## Urbanisme

### Typologie
Au 1er janvier 2024, Rosselange est catégorisée ceinture urbaine, selon la nouvelle grille communale de densité à sept niveaux définie par l'Insee en 2022.
Elle appartient à l'unité urbaine de Metz, une agglomération intra-départementale regroupant 42  communes, dont elle est une commune de la banlieue,,. Par ailleurs la commune fait partie de l'aire d'attraction de Luxembourg (partie française), dont elle est une commune de la couronne,. Cette aire, qui regroupe 115 communes, est catégorisée dans les aires de 700 000 habitants ou plus (hors Paris),.

### Occupation des sols
L'occupation des sols de la commune, telle qu'elle ressort de la base de données européenne d’occupation biophysique des sols Corine Land Cover (CLC), est marquée par l'importance des forêts et milieux semi-naturels (68,6 % en 2018), en diminution par rapport à 1990 (70,9 %). La répartition détaillée en 2018 est la suivante : 
forêts (68,6 %), zones urbanisées (14,5 %), zones industrielles ou commerciales et réseaux de communication (9,3 %), cultures permanentes (7,6 %). L'évolution de l’occupation des sols de la commune et de ses infrastructures peut être observée sur les différentes représentations cartographiques du territoire : la carte de Cassini (XVIIIe siècle), la carte d'état-major (1820-1866) et les cartes ou photos aériennes de l'IGN pour la période actuelle (1950 à aujourd'hui).

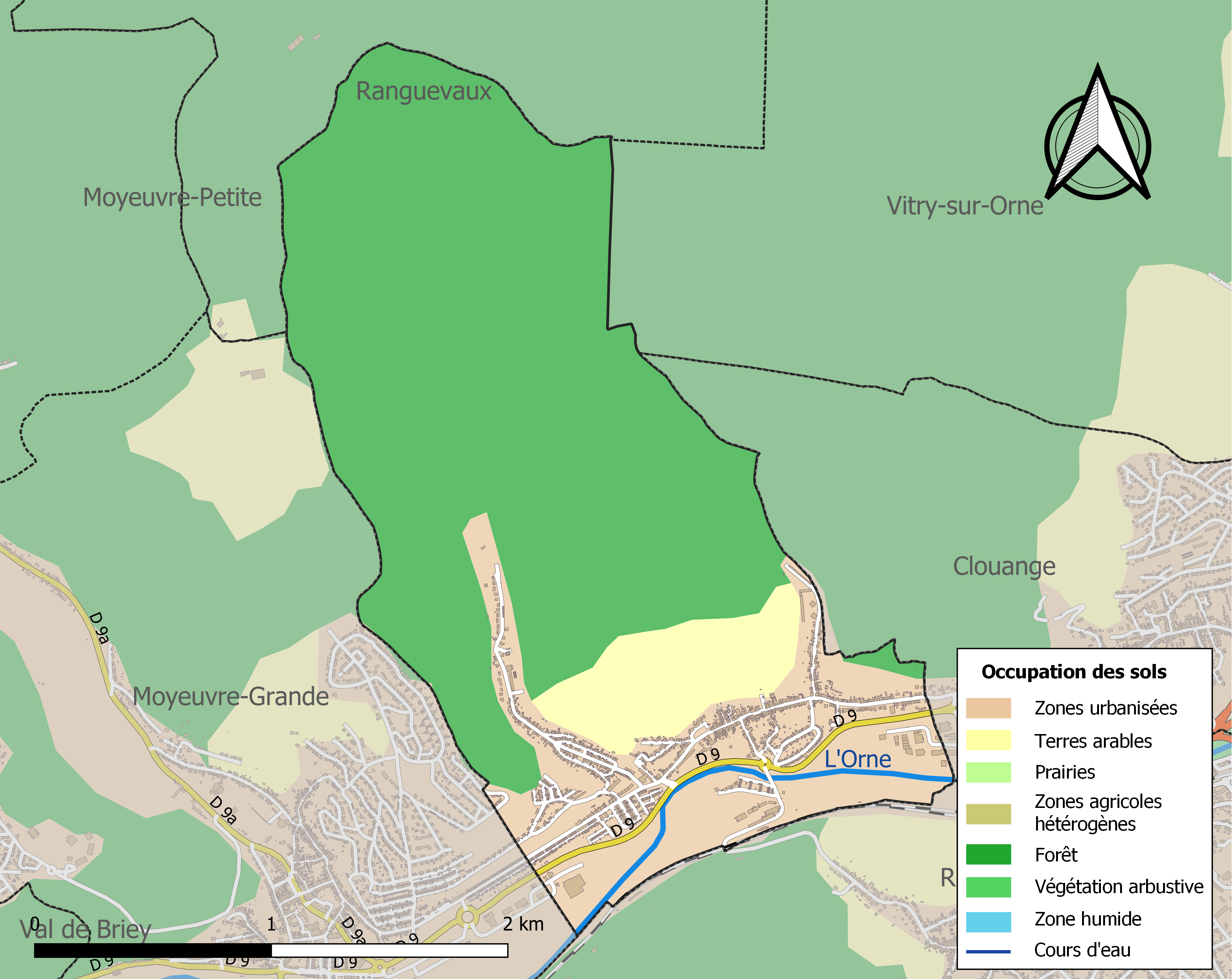
Carte des infrastructures et de l'occupation des sols de la commune en 2018 (CLC).

## Toponymie
- Anciens noms[17] : Ad Rocheringas (775)[18] ; Rocheringa (795)[19] ; Rocheringis (1033)[20] ; Roslingis (1186)[21] ; Rochelange (1244)[22] ; Rochexange (1244)[22] ; Rocheranges (1272) ; Rotholange (1275)[23] ; Rossexanges (1298)[22] ; Rosseranges (1299)[22] ; Rocherenges (1341)[24] ; Rouchelanges (1361) ; Roucherenge (1380)[25] ; Rochellange (1424)[25] ; Rosselanges (1441)[22] ; Rossexanges (1503)[22] ; Rureringa alias Rosselange (1544)[26] ; Rocheling (1544)[26] ; Rouchelange (1448)[27] ; Rosselanges (1577)[22] ; Rochelange (1579)[28] ; Rocherange (1631)[29] ; Rosselange (1793).
- En allemand : Roslingen[17], Rosslingen (1871-1918/1940-1944).
- En francique lorrain : Rossléngen[30] et Rosléngen.

## Histoire
Déjà à l’époque gallo-romaine le lieu est habité. Les archéologues y ont trouvé des traces d’activités métallurgiques.
Au haut Moyen Âge, le hameau de Rocheringas est un alleu de l’abbaye de Gorze, désigné comme tel sur un cartulaire de 775. Au Moyen Âge, les terres communales sont partagées entre plusieurs fiefs.
En 1817, Rosselange est un village de l’ancien duché de Bar, sur la rive gauche de l’Orne. À cette époque, il y avait 389 habitants répartis dans 94 maisons.
Le développement des forges de Moyeuvre-Grande, lors de la révolution industrielle au XIXe siècle, a engendré la construction de laminoirs, et d'autres annexes, à Jamailles. L’installation sidérurgique fermera dans les années 1970.
La commune de Rosselange fut annexée par l'Allemagne de 1871 à 1918. Rebaptisée Roßlingen, la commune faisait alors partie de l'arrondissement de Thionville-Ouest. Sous l’administration prussienne, la commune connut une période de prospérité. Rosselange redevint française après le traité de Versailles, en 1919.
Annexée comme les autres communes mosellanes en juillet 1940, la commune de Rosselange fut épargnée par les bombardements américains en 1944.

## Politique et administration
| Période                                  | Période          | Identité                      | Étiquette | Qualité                                                                     |
| ---------------------------------------- | ---------------- | ----------------------------- | --------- | --------------------------------------------------------------------------- |
| 1er février 1821                         | 21 mai 1825      | Nicolas Joseph Vaudois        |           |                                                                             |
| 21 mai 1825                              | ?                | Bouchier                      |           |                                                                             |
| 1828 ?                                   | 3 septembre 1848 | Nicolas Ravenel               |           | Propriétaire                                                                |
| 3 septembre 1848                         | 9 juin 1850      | Charles Habay                 |           | Employé aux forges                                                          |
| 9 juin 1850                              |                  | Jean François Chenet          |           | Employé aux forges                                                          |
| 31 aout 1858                             | ? (1869)         | Jean Nicolas François         |           | Marchand Épicier                                                            |
| Mai 1890                                 | Septembre 1908   | Thierry                       |           |                                                                             |
| Septembre 1908                           | Novembre 1918    | Grady                         |           |                                                                             |
| Mai 1925                                 | 1940             | Bertrand Auguste              |           |                                                                             |
| 1940                                     | 1944             | Klinkhammer (Moyeuvre-Grande) |           | Rosselange était rattachée à Moyeuvre-Grande pendant l'Occupation allemande |
| 1945                                     | 20 mars 1977     | Gilbert Guérin-Pétrement      | UDT       |                                                                             |
| 20 mars 1977                             | 18 juin 1995     | Flavien Mori                  | app. PCF  |                                                                             |
| 18 juin 1995                             | 2006             | Christian Baron               | PS        |                                                                             |
| 2006                                     | En cours         | Vincent Matélic               | PS        | Président du Centre de gestion de la Moselle                                |
| Les données manquantes sont à compléter. |                  |                               |           |                                                                             |

## Démographie
L'évolution du nombre d'habitants est connue à travers les recensements de la population effectués dans la commune depuis 1793. Pour les communes de moins de 10 000 habitants, une enquête de recensement portant sur toute la population est réalisée tous les cinq ans, les populations de référence des années intermédiaires étant quant à elles estimées par interpolation ou extrapolation. Pour la commune, le premier recensement exhaustif entrant dans le cadre du nouveau dispositif a été réalisé en 2006.

En 2022, la commune comptait 2 403 habitants, en évolution de −11,39 % par rapport à 2016 (Moselle : +0,52 %, France hors Mayotte : +2,11 %).
| 1793 | 1800 | 1806 | 1818 | 1821 | 1836 | 1841 | 1843 | 1854 |
| ---- | ---- | ---- | ---- | ---- | ---- | ---- | ---- | ---- |
| 411  | 375  | 361  | 366  | 375  | 403  | 420  | 420  | 504  |

| 1858 | 1861 | 1866 | 1871 | 1872 | 1875 | 1876 | 1880 | 1881 |
| ---- | ---- | ---- | ---- | ---- | ---- | ---- | ---- | ---- |
| 489  | 539  | 681  | 787  | 787  | 790  | 790  | 852  | 852  |

| 1882 | 1885  | 1886  | 1889  | 1890  | 1891  | 1895  | 1896  | 1900  |
| ---- | ----- | ----- | ----- | ----- | ----- | ----- | ----- | ----- |
| 926  | 1 220 | 1 220 | 1 219 | 1 525 | 1 525 | 1 928 | 1 928 | 2 447 |

| 1901  | 1905  | 1906  | 1910  | 1911  | 1917  | 1921  | 1926  | 1929  |
| ----- | ----- | ----- | ----- | ----- | ----- | ----- | ----- | ----- |
| 2 447 | 2 912 | 2 912 | 3 036 | 3 036 | 2 338 | 3 304 | 3 832 | 3 753 |

| 1931  | 1936  | 1946  | 1949  | 1954  | 1958  | 1962  | 1968  | 1970  |
| ----- | ----- | ----- | ----- | ----- | ----- | ----- | ----- | ----- |
| 4 155 | 3 662 | 3 553 | 3 553 | 4 674 | 4 674 | 5 064 | 4 485 | 4 586 |

| 1975  | 1982  | 1990  | 1999  | 2006  | 2011  | 2016  | 2021  | 2022  |
| ----- | ----- | ----- | ----- | ----- | ----- | ----- | ----- | ----- |
| 3 923 | 3 601 | 3 242 | 3 101 | 2 999 | 2 865 | 2 712 | 2 485 | 2 403 |

## Culture locale et patrimoine

### Lieux et monuments
- Sépultures mérovingiennes.
- Église Saint-Georges, style néogothique (1861) et clocher roman du XIIe siècle.
- « Croix d'accident » : croix en souvenir de la mort d'un jeune de 19 ans décédé le 16 octobre 1857 renversé par un attelage de chevaux emballés.
- Stèle Lieutenant-colonel Hennequin : stèle en souvenir du lieutenant-colonel Hennequin tombé au champ d'honneur en Alsace (au Hartmannsweilerkopf) le 12 janvier 1916.

### Personnalités liées à la commune
- André Frey, ancien footballeur français.
- Valentine Oberti, journaliste.
- Lieutenant-colonel (Marcel-Louis) Hennequin : né à Rosselange le 9 janvier 1869 et décédé à Moosch en Alsace le 12 janvier 1916.

### Héraldique
| Blason de Rosselange | Blason  | Parti d'azur à une croix d'or, et de gueules à la clef contournée d'or. |
| Blason de Rosselange | Détails | A dextre (droite), armes de Mercy, anciens seigneurs. A senestre (gauche), armes de l'Abbaye de Saint Pierremont qui avait le patronage de l'église. Le statut officiel du blason reste à déterminer. |

### Vie locale
Le dimanche après la Saint-Georges, célébrée le 23 avril a lieu la fête patronale qui prend le nom de Fête à l’escargot.